# Claude Vaudecrane
Pour les articles homonymes, voir Vaudecrane.
Claude Vaudecrane était un amateur d’art français, expert mondialement reconnu notamment pour les monnaies romaines, né le 14 mai 1915 au Mans dans la Sarthe et mort le 6 juin 2002 dans cette même ville.

## Biographie
Claude Vaudecrane était professeur d’anglais, diplômé de l’ENSET, chevalier de la légion d’honneur, officier du mérite national et commandeur des palmes académiques.
Servi par un « œil » redoutable, il savait, instinctivement, reconnaître l’authenticité d’une pièce. Il s’est passionné pour les monnaies grecques, celtiques, romaines et royales françaises, mais aussi pour les objets d’art du Moyen Âge, la peinture et la sculpture.

## Expositions
De nombreux objets de ses collections sont aujourd’hui exposés dans les Musées de France :

### Musée du Louvre
- Argenterie romaine, IIIe siècle
- Châsse en cuivre champlevé, émaillé et doré, XIIe siècle[2]
- Crosse d’évêque en bronze, XIIe siècle[3]
- Médaillons et pentures de coffrets, Limoges, XIIe siècle,
- Crosse d’évêque en cuivre, XIIIe siècle[4]
- Panneaux d’ivoire, XIVe siècle[5]
- Manche de grattoir en ivoire, XIVe siècle[6]
- Vierge à l’enfant en terre cuite, XVIe siècle,
- Plat peint italien, XVIe siècle,
- Nécessaire à couture, 1816.

### Musée de Saint Germain en Laye
- Trésor gaulois, XIIIe siècle av. J.-C.-XIIe siècle av. J.-C.,
- Coupe en or de l’âge du bronze,
- Vase gallo-romain en bronze,
- Balance gallo-romaine en bronze.

### Musée de Cluny
- Châsse historiée de saint Thomas Becket, Limoges, vers 1190-1200, XIIe siècle,
- Reliquaire Mosan en cuivre ciselé et doré, XIIe siècle,
- Tête de roi en pierre, XIIIe siècle,
- Pyxide en argent doré, XVe siècle.

### Musée de Rennes
- Peinture, XVIIe siècle.

### Musée du Mans
- Mitre d’évêque, XIVe siècle,
- Mitre d’évêque, XVe siècle,
- Pavillon de ciboire, XVIIe siècle,
- Bourse de corporal, XVIIe siècle.